# Gaura Ágnes
Gaura Ágnes (1973. október 31. –) magyar író, irodalmár és egyiptológus. Leginkább a magyar folklórt alkalmazó és a magyar történelmet néhol átértelmező fantasyregényei miatt vált ismertté. Elbeszéléseiben vegyíti a könnyed humort az erőteljes társadalomkritikával, novelláiban pedig sötétebb hangvitelű írásokat is találunk.
Könyvei 2012 óta jelennek meg a Delta Vision gondozásában. Legismertebb munkái az ún. Boriverzumban játszódnak, mely történetek főszereplője a bölcsész Borbíró Borbála, aki egy alternatív Magyarországon tevékenykedik, melyet vámpírok irányítanak.

## Pályája
Első regénye 2012-ben jelent meg, mely a Borbíró Borbála-sorozat nyitódarabja, a Vámpírok múzsája volt. A regény megjelenését az SFmag.hu által szervezett 2011-es Fantasztikus Kéziratok Éjszakája című verseny segítette, melyen második helyezést ért el. A feminista szemléletű Borbíró Borbála-sorozat darabjait a szerző Stephenie Meyer Alkonyat-sorozatának ellenpárjaként alkotta meg. Borbíró Borbála nem folytat viszonyt vámpírokkal, a cselekmény pedig a tudás megszerzését helyezi középpontba a szerelem helyett. Sokkal inkább nevezhető kalandregény-folyamnak, mint paranormális románcnak. A sorozat 2023-ban a hatodik kötetnél tart.
2014-ben jelent meg Gaura novellaválogatása is, az Embertelen jó, mely ugyan tartalmaz Boriverzumhoz kapcsolódó történeteket, nagyobb szerepet kapnak az írónő sci-fi és dark fantasy témájú művei. 2017-ben jelent meg önálló kötete is, Túlontúl címmel, melyben Gaura ötvözte az urban fantasyt a párhuzamos világok témájával. A magyar népmesékre erősen építkező regény középpontjában a szétszakított Tündérország egyesítése áll. A Túlontúlra nagy hatást gyakorolt felvidéki származású férje, akinek kérésére került bele a történetbe a somorjai református templom.
2024. április 20-án Az erdő szíve című novellája elnyerte a Zsoldos Péter-díjat.
2001 óta él házasságban; két gyermek édesanyja.

## Művei

### Borbíró Borbála-sorozat
- Vámpírok múzsája (2012, Delta Vision)
- Átkozott balszerencse (2013, Delta Vision)
- Lidércnyomás (2013, Delta Vision)
- Lángmarta örökség (2014, Delta Vision)
- Attila koporsója (2015, Delta Vision)
- Kard által (2023, Delta Vision)

### Önálló regény
- Túlontúl (2017, Delta Vision)
- Túlontúl; 2. jav. kiad.; Delta Vision, Budapest, 2018 (Delta Vision exkluzív)

### Novelláskötet
- Embertelen jó (2014, Delta Vision)

## Érdekességek
- A Gaura Ágnes írói álnév. Amikor álnevet választott magának, ragaszkodott hozzá, hogy a név felismerhetően magyar legyen, illetve kapcsolódjon az általa írt irodalomhoz. Mivel magyar vámpírokról (is) ír, erdélyi vonatkozású nevet szeretett volna, így választotta a Gaura nevet az erdélyi Gaura-szakadék után.
- Gaura Ágnes ugyanolyan diplomákkal és nyelvismeretekkel rendelkezik, mint sorozatának főszereplője, Bori, azaz egyiptológus. Egy másik érdekesség, hogy a Boriverzumban a kiemelkedően okos vérszívók, az úgynevezett IQ-vámpírok a hazai tudós-tanár képzés fellegvárában, az Eötvös József Collegium épületében laknak. Egyetemi évei alatt ott lakott Gaura Ágnes is.
- Fantasyszerzők közül Neil Gaiman és Philip Pullman kiemelt helyet foglalnak el irodalmi példaképei között. Inspiráció volt még számára a Joss Whedon által jegyzett Buffy, a vámpírok réme című tévésorozat is.